# Орловская область

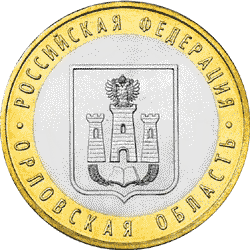
Памятная монета Банка России номиналом 10 рублей (2005)

Орло́вская область — субъект Российской Федерации. Входит в состав Центрального федерального округа и Центрального экономического района.
Граничит с областями: на севере с Тульской, на востоке с Липецкой, на юге с Курской, на западе с Брянской, на северо-западе с Калужской.

## Физико-географическая характеристика

### География
Орловская область расположена на юго-западе Европейской части России.
Она находится в центральной части Среднерусской возвышенности в лесостепной зоне. Протяжённость территории с севера на юг — более 150 км, с запада на восток — свыше 200 км.

### Часовой пояс
Орловская область находится в часовой зоне, обозначаемой по международному стандарту как Moscow Time Zone (MSK). Разница со Всемирным временем UTC составляет +3:00h.

### Климат
По классификации Кёппена область имеет тип климата Dfb — влажный континентальный климат с тёплым летом.
Орловская область относится к зоне умеренно континентального климата, характеризующегося тёплым летом и умеренно холодной зимой. Чётко выражена смена сезонов года. С северо-запада на юго-восток континентальность климата усиливается . Формирование климата области по всем сезонам года происходит главным образом под влиянием переноса атлантических воздушных масс, значительно трансформировавшихся над территорией Европы. Арктический воздух, вторгшийся сюда зимой, приносит морозы, а летом прохладную погоду. В летний период с юга поступает тёплый тропический воздух.
Самый холодный месяц — январь (в среднем от −9 до −11), самый тёплый — июль (+19…+21). Период с положительной среднесуточной температурой воздуха составляет 215—225 дней, средняя продолжительность безморозного периода — 135—150 дней.
Увлажнение на границе зон достаточного и недостаточного. Среднегодовое количество осадков составляет 520—630 мм, которое варьирует по годам. Максимум снежный покров достигает во второй половине февраля — первой половине марта.
Продолжительность солнечного сияния 1600—1800 часов в год. Интенсивность солнечного излучения 3-4 кВт ч/м² за день.

### Рельеф

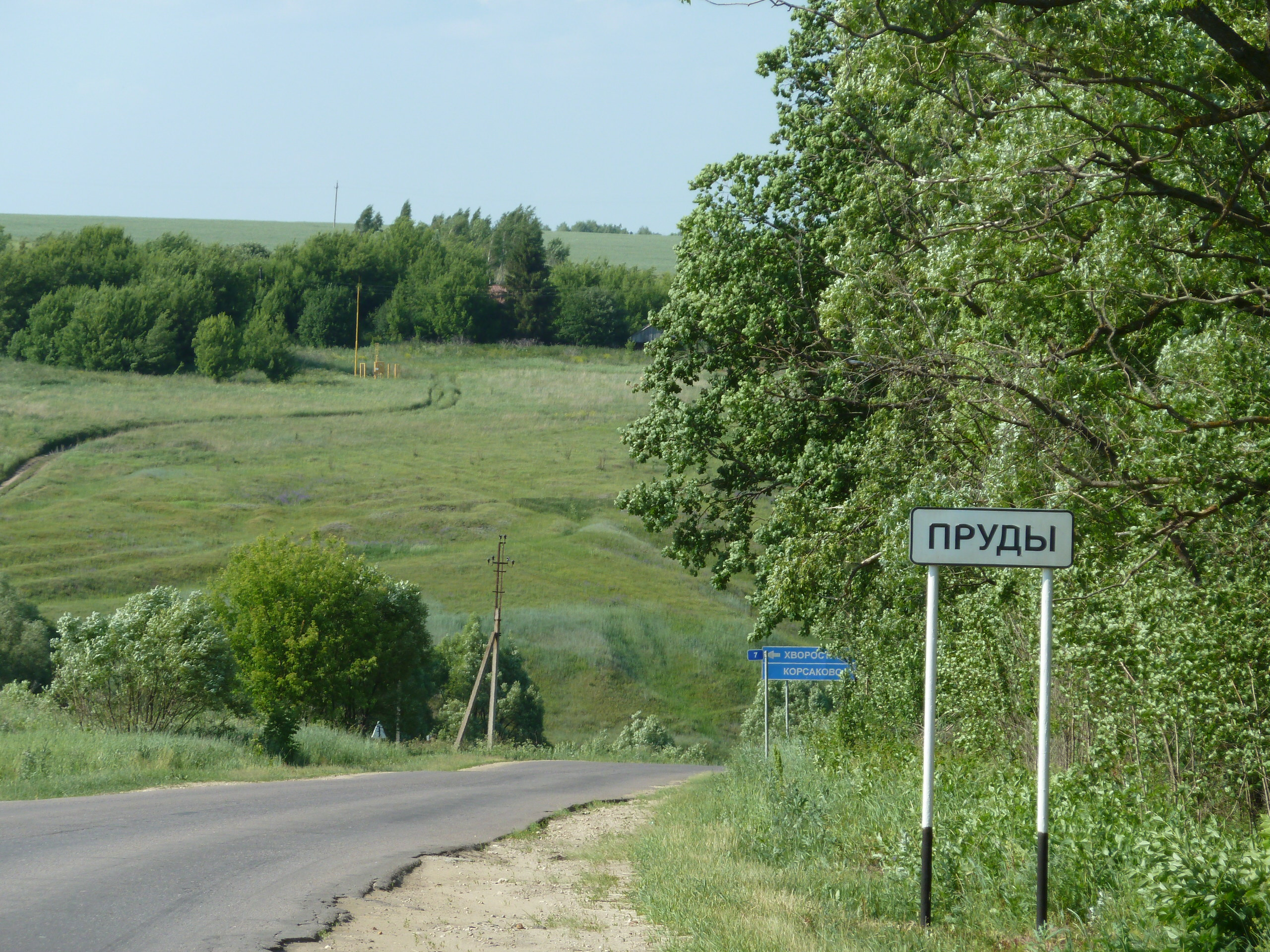
Новосильский район

Поверхность — холмистая равнина, рассечённая обрывистыми берегами рек и оврагами. Наибольшая высота над уровнем моря — 285,9 метра у д. Дементьевка Новодеревеньковского района, наименьшая — 120 метров на берегу реки Сосны на границе с Липецкой областью.

### Гидрография
На территории области насчитывается более 2 тыс. рек и ручьёв общей протяжённостью 9100 км, однако судоходных рек нет (лишь в городе Орле осуществляется экскурсионное катание на прогулочных теплоходах по Оке). Они принадлежат бассейнам трёх рек: Волги, Дона и Днепра.
Основная река области: Ока — одна из крупнейших рек Европы, берущая начало на юге Орловщины. Протяжённость в пределах области — 190 км, площадь водосбора (бассейна) — 14,5 тыс. км², среднегодовой сток на границе с Тульской областью — 2058 млн м³.
Её притоки: Зуша (среднегодовой сток — 988,6 млн м³) с притоком Неручь, Вытебеть, Нугрь, Цон, Орлик, Оптуха, Рыбница, Крома.
В восточной части области протекает Сосна (годовой сток на границе с Липецкой областью — 687,0 млн м³) со своими притоками: Труды, Тим, Любовша, Кшень и Олым.
На западе области берут начало реки Нерусса, Навля и Свапа с общим годовым стоком — 210 млн м³, относящиеся к бассейну Днепра.
По территории области протекают более 60 малых рек со среднегодовым стоком 3 млрд м³. Зуша, Сосна, ряд других менее крупных рек, благодаря значительному перепаду высот, имеют довольно быстрое течение. До 60-х годов воды рек активно использовали малые ГЭС и водяные мельницы для выработки энергии. В настоящее время гидроэлектростанции имеются лишь на Оке (Шаховская) и на Зуше (Новосильская и Лыковская).
В области множество водохозяйственных и рыборазводных прудов и водохранилищ. Крупнейшие из них: Неручанское в Свердловском районе (6,8 млн м³), нагульный пруд рыбхоза «Лубна» (4,5 млн м³) Хотынецкого района в западной части и Михайловское водохранилище на реке Свапа в южной части региона. 1100 озёр и искусственных водоёмов области покрывают общую территорию около 55 км² (озёрность 0,22 %). Преимущественно озёра пойменные, встречаются также карстовые. Искусственных водоёмов значительно больше, чем естественных.
Болота и заболоченные земли занимают 0,15 % территории области (около 38 км²).
Забор водных ресурсов из всех видов природных источников в Орловской области — 91,48 млн м³ (2014 г.), из них 69,85 % из подземных водных источников.
Сброс сточных вод на 2014 г. в водные объекты области составил 64,17 млн м³, из них 84,49 % — объём загрязнённых и недостаточно очищенных сточных вод.
Вода используется в основном (48,22 %) для питьевых и хозяйственно-бытовых, а также для производственных нужд (37,4 %). Бытовое водопотребление на душу населения на 2014 г. в Орловской области — 52,8 м³/год на человека, что ниже среднероссийского показателя — 58,09 м³/год на человека.

### Почвы
Регион находится в зоне переходных почв от дерново-подзолистых к выщелоченным и оподзоленным чернозёмам.

В области встречаются различные типы почв — от светло-серых лесных на западе до выщелоченных и типичных чернозёмов на востоке и юго-востоке. По качественному составу пахотные и естественные угодья представлены достаточно разнообразно: выщелоченный чернозём составляет 12,8 %; тёмно-серые лесные почвы — 23,8 %; оподзоленный чернозём — 29,7 %; дерново-подзолистые и светло-серые лесные почвы — 8,1 %. А всего только на пахотных землях в области насчитывается более 240 почвенных разновидностей.

### Растительный и животный мир
Леса (занимают 9 % территории области, 2008 год) представлены в основном дубравами, ясенниками, липняками. Леса преимущественно лиственные, реже смешанные (дуб, ясень, липа, клён, вяз, берёза, сосна, осина, ольха, рябина, ель (последняя встречается очень редко, лишь в самых северных районах области) — местные породы; культивируется лиственница), сосредоточены в основном на северо-западе области. Естественная степная растительность сохранилась фрагментарно на территориях непригодных для пахоты и выпаса скота, из растений преобладают ковыль, чабрец, осока низкая, лапчатка донская, астра ромашковая. В Орловской области представлены 64 вида млекопитающих, около 200 видов гнездящихся птиц, 11 видов земноводных. Здесь есть как лесные виды — глухарь, белка, лесная куница, лось, выдра, косуля, кабан, зубр, так и степные виды — крапчатый суслик, полевой жаворонок, тушканчик, степной хорь.

### Полезные ископаемые
Большинство полезных ископаемых области не разрабатывается.
Имеются запасы железной руды, приуроченные к Курской аномалии (крупное Новоялтинское месторождение в Дмитровском районе).
Имеются также запасы бурого угля, фосфоритов, значительные запасы известняков, глин, песков, торфа, мела.
Под Хотынцом добывают цеолит. Месторождение урановых руд на юго-западе региона.

## История

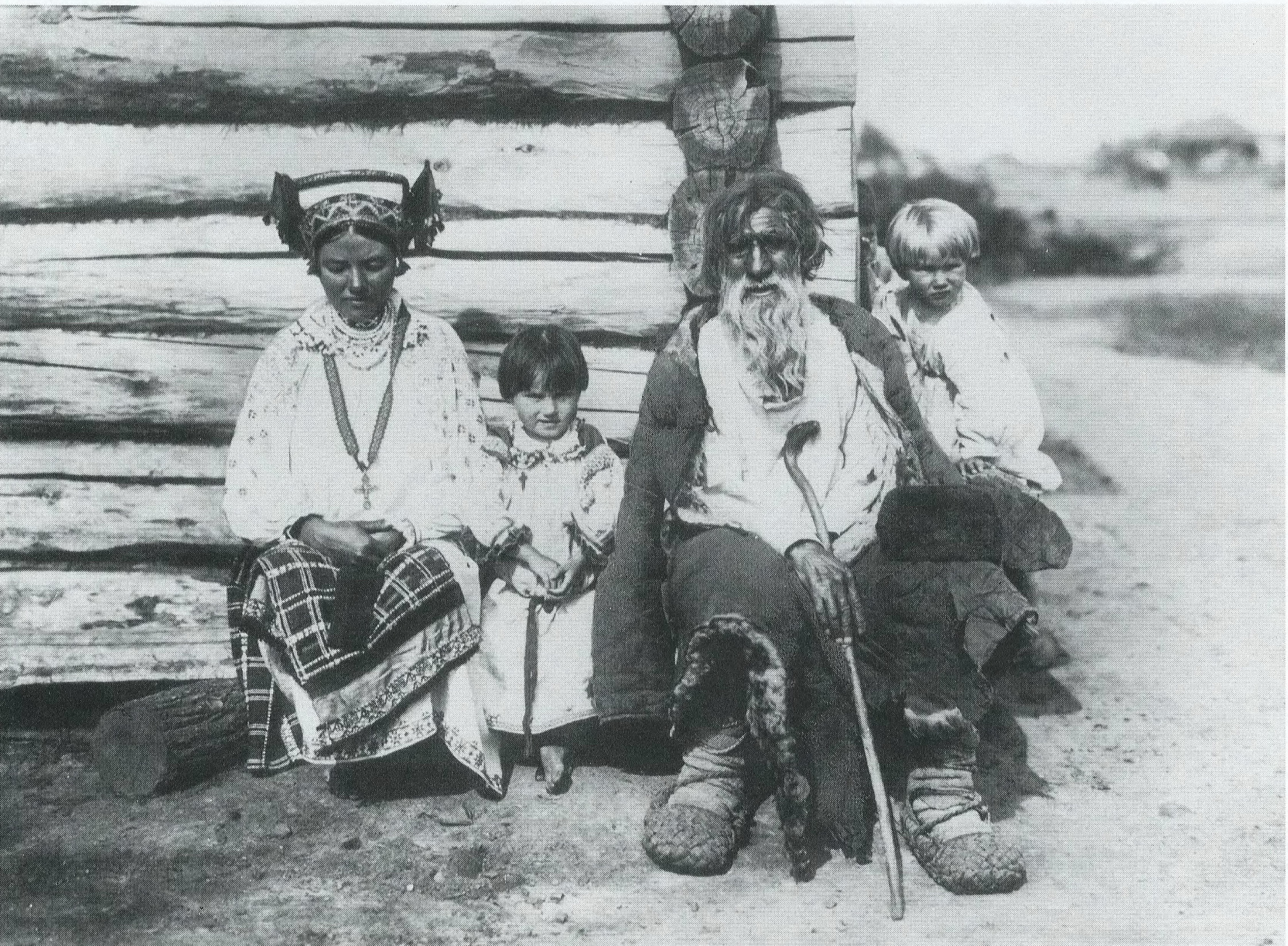
Семья. Орловская губерния. 1904 г.

В царское время территория Орловской области входила в состав Орловской провинции сначала Киевской губернии, затем Белгородской губернии. В 1778 году была учреждена самостоятельная Орловская губерния.
Орловская область в составе Российской Советской Федеративной Социалистической Республики была образована постановлением ЦИК СССР от 27 сентября 1937 года путём выделения 25 районов из Курской области, 29 районов из Западной области и 5 районов из Воронежской области. 15 января 1938 года Верховный Совет СССР утвердил создание области. Через полгода Верховный Совет РСФСР подтвердил данное решение. 6 января 1954 года город Елец и 9 районов были перечислены во вновь образуемую Липецкую область.

## Награды
- Орден Ленина (1 июня 1967 года) — За мужество и стойкость, проявленные трудящимися Орловской области при защите Родины в период Великой Отечественной войны, и за достигнутые успехи в восстановлении и развитии народного хозяйства[10].

## Население
Численность населения области по данным Росстата составляет 686 181 чел. (2025). Плотность населения — 27,83 чел./км2 (2025). Городское население — 
68,98 % (2022).
По показателю естественного прироста −7,32 ‰ область на 1.01.2020 года находилась на 77-м месте среди всех 85-и регионов России. Этот показатель хуже, чем в ЦФО (−3,26 ‰) и по России в целом (−2,15 ‰), и даже хуже, чем показатель тремя годами ранее — 2017 год −6,28 ‰.
Суммарный коэффициент рождаемости продолжает снижаться и в 2020 году составил 1,27, что меньше показателя как по ЦФО (1,41), так и по России в целом (1,50).
Индекс долголетия в Орловской области составил 0,756 на 2015 год (43-е место), что ниже среднероссийского показателя 0,773.
ИЧР составил 0,871 в 2018 году (0,902 по России).
Изменение численности населения
Общее и городское население (его доля) по данным всесоюзных и всероссийских переписей:

### Национальный состав населения
| Год переписи                   | 1989            | 2002              | 2010              |
| ------------------------------ | --------------- | ----------------- | ----------------- |
| Лица, указавшие национальность | 889056 (100 %)  | ↘ 854210 (100 %)  | ↘ 769467 (100 %)  |
| Русские                        | 861901 (96,9 %) | ↘ 820024 (96,0 %) | ↘ 739019 (96,1 %) |
| Украинцы                       | 11512 (1,3 %)   | ↘ 11212 (1,3 %)   | ↘ 7917 (1,0 %)    |
| Другие национальности          | 15643 (1,8 %)   | ↗ 22974 (2,7 %)   | ↘ 22531 (2,9 %)   |

По итогам переписи населения 2020 года проживали следующие национальности (национальности менее 0,1 % и другое, см. в сноске к строке «Другие»):
| Национальность | Численность, чел. | Доля     |
| -------------- | ----------------- | -------- |
| Русские        | 631 606           | 88,54 %  |
| Украинцы       | 3188              | 0,45 %   |
| Армяне         | 2764              | 0,39 %   |
| Курды          | 1786              | 0,25 %   |
| Азербайджанцы  | 1586              | 0,22 %   |
| Цыгане         | 1080              | 0,15 %   |
| Узбеки         | 933               | 0,13 %   |
| Таджики        | 896               | 0,13 %   |
| Чеченцы        | 734               | 0,10 %   |
| Другие         | 68 801            | 9,64 %   |
| Итого          | 713 374           | 100,00 % |

## Власть и политика

### Законодательная власть

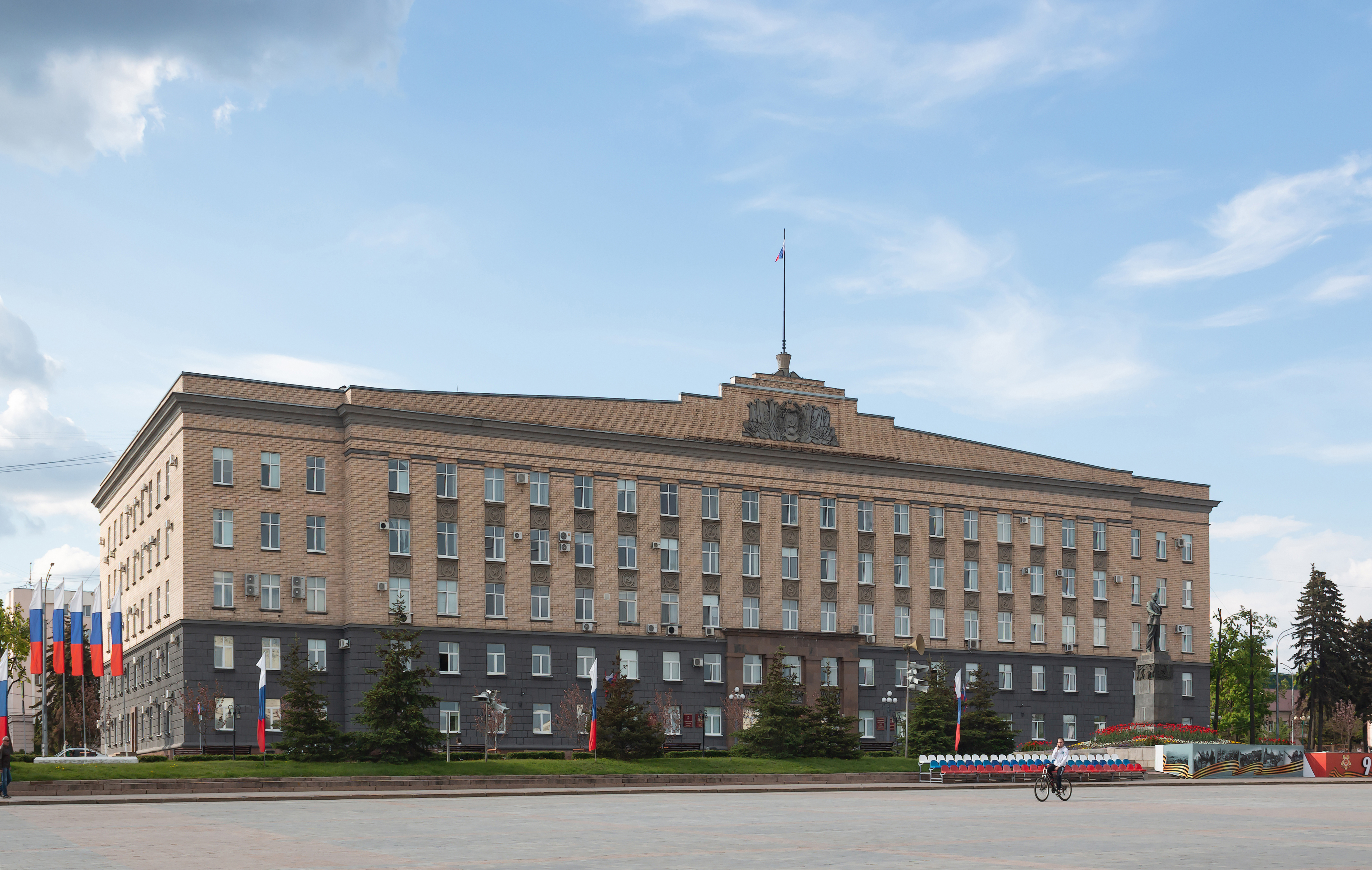
Дом Советов в Орле на площади Ленина — здание Совета народных депутатов и правительства Орловской области.

Орловский областной Совет народных депутатов — постоянно действующий представительный и законодательный орган государственной власти Орловской области. Состоит из 50 депутатов, избираемых жителями области на 5 лет по смешанной избирательной системе: 25 депутатов — по партийным спискам (пропорциональная система), 25 — по одномандатным округам (мажоритарная система) на основе всеобщего равного и прямого избирательного права при тайном голосовании.
Действующий 7 созыв избран в сентябре 2021 года до 2026 года. Из 50 депутатов 27 от «Единой России», 11 от КПРФ, 6 от СРЗП, 3 от ЛДПР, 1 от «Новых людей», 1 от «Партии пенсионеров», 1 самовыдвиженец. Председателем совета избран Леонид Музалевский («Единая Россия»).

### Исполнительная власть
Исполнительную власть осуществляют:
- Губернатор Орловской области — высшее должностное лицо области. Избирается жителями области на основе всеобщего равного и прямого избирательного права при тайном голосовании. Срок полномочий 5 лет, при этом одно лицо не может занимать должность более двух сроков подряд.
- Администрация губернатора,
- Правительство Орловской области, возглавляемое губернатором — постоянно действующий высший исполнительный орган государственной власти,
- иные органы исполнительной власти.

Действующий глава области — Андрей Клычков занимает должность с 5 октября 2017 года, когда он был назначен президентом В. В. Путиным. В сентябре 2018 года он был избран на выборах от партии КПРФ (83,55 % голосов). В сентябре 2023 года вновь избран на выборах от партии КПРФ (82,09 % голосов).
На местном и федеральном уровне обсуждается вопрос объединения Орловской и Липецкой области с целью развития новых технологий сельского хозяйства, разработки месторождений полезных ископаемых Орловской области и улучшения социально-экономического положения населения, проживающего на территории нынешней Орловской области. Об этом было заявлено на Совещаниях по развитию регионов Центрального федерального округа в 2022—2024.

### Судебная власть
Судебную власть осуществляет Орловский областной суд, Арбитражный суд Орловской области, мировые судьи. Апелляционным судом общей юрисдикции для Орловской области является Первый апелляционный суд общей юрисдикции в Москве.
- Орловский областной суд расположен в Орле. Председатель суда — Елена Суворова. Назначена президентом Путиным в апреле 2019 года на 6 лет.[20]
- Арбитражный суд Орловской области расположен в Орле на ул. Максима Горького. Председатель суда — Сергей Шурыгин. Назначен президентом Путиным в 2017 году на 6 лет, в ноябре 2023 года назначен им же на второй срок.[21]

### Представители в Федеральном собрании
В Совете Федерации у Орловской области, как и у каждого субъекта федерации, два представителя: один от законодательного собрания и один от правительства области.
Представителем от исполнительной власти с 16 сентября 2023 года назначен Вадим Соколов.
Представителем совета депутатов в Совете Федерации в сентябре 2021 года избран Василий Иконников («КПРФ»), а его мандат в совете депутатов был передан Руслану Фрайде.

## Административно-территориальное деление

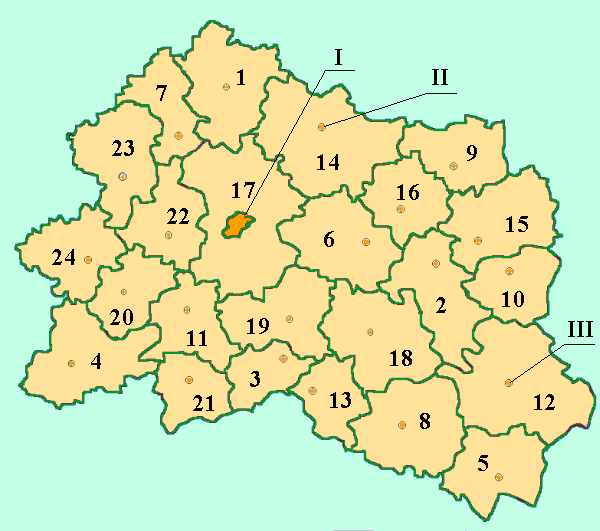
Административная карта Орловской области

Орловская область является одним из самых маленьких субъектов РФ. Областным центром является крупнейший город области — Орёл. Всего насчитывается 7 городов, 14 посёлков городского типа и 2922 сельских населённых пункта (344 из них (11,77 %) без населения). По данным переписи населения 2021 года область занимает 6 место по густоте сельских населённых пунктов с показателем 11,86 снп/100км², но 73 место по их людности — 81,4 чел./снп (против 242,3 по России).
Административно-территориальное устройство
Согласно Закону «Об административно-территориальном устройстве Орловской области», субъект РФ включает следующие административно-территориальные единицы:
- 3 города областного значения (Ливны, Мценск, Орёл)
- 1 муниципальный округ (Орловский муниципальный округ)
- 23 района.

Муниципальное устройство
В рамках организации местного самоуправления, в границах административно-территориальных единиц функционируют 250 муниципальных образований, в том числе:
- 3 городских округа,
- 1 муниципальный округ,
- 23 муниципальных района,
  - 16 городских поселений,
  - 207 сельских поселения.

Города областного значения и районы (номера соответствуют номерам на карте)
| №                                             | Герб                                          | Название                                      | Административный центр                        | Площадь, км²                                  | Население, чел.                               |                                               |                                               |
| Города областного значения (городские округа) | Города областного значения (городские округа) | Города областного значения (городские округа) | Города областного значения (городские округа) | Города областного значения (городские округа) | Города областного значения (городские округа) | Города областного значения (городские округа) | Города областного значения (городские округа) |
| --------------------------------------------- | --------------------------------------------- | --------------------------------------------- | --------------------------------------------- | --------------------------------------------- | --------------------------------------------- | --------------------------------------------- | --------------------------------------------- |
| I                                             |                                               | город Орёл                                    | город Орёл                                    | 121,2                                         | ↘289 503                                      |                                               |                                               |
| II                                            |                                               | город Мценск                                  | город Мценск                                  | 21,3                                          | ↘36 070                                       |                                               |                                               |
| III                                           |                                               | город Ливны                                   | город Ливны                                   | 34                                            | ↘42 928                                       |                                               |                                               |
| Районы (муниципальные районы и округа)        |                                               |                                               |                                               |                                               |                                               |                                               |                                               |
| 1                                             |                                               | Болховский                                    | город Болхов                                  | 1 182,2                                       | ↘15 224                                       |                                               |                                               |
| 2                                             |                                               | Верховский                                    | пгт. Верховье                                 | 1 072,4                                       | ↘14 730                                       |                                               |                                               |
| 3                                             |                                               | Глазуновский                                  | пгт. Глазуновка                               | 580,9                                         | ↘10 245                                       |                                               |                                               |
| 4                                             |                                               | Дмитровский                                   | город Дмитровск                               | 1 249,8                                       | ↘10 480                                       |                                               |                                               |
| 5                                             |                                               | Должанский                                    | пгт. Долгое                                   | 908,4                                         | ↘8684                                         |                                               |                                               |
| 6                                             |                                               | Залегощенский                                 | пгт. Залегощь                                 | 1 138,0                                       | ↘11 725                                       |                                               |                                               |
| 7                                             |                                               | Знаменский                                    | село Знаменское                               | 817,1                                         | ↘4253                                         |                                               |                                               |
| 8                                             |                                               | Колпнянский                                   | пгт. Колпны                                   | 1 176,7                                       | ↘12 459                                       |                                               |                                               |
| 9                                             |                                               | Корсаковский                                  | село Корсаково                                | 690,9                                         | ↘3814                                         |                                               |                                               |
| 10                                            |                                               | Краснозоренский                               | посёлок Красная Заря                          | 650,0                                         | ↘5146                                         |                                               |                                               |
| 11                                            |                                               | Кромской                                      | пгт. Кромы                                    | 969,0                                         | ↘20 502                                       |                                               |                                               |
| 12                                            |                                               | Ливенский                                     | город Ливны                                   | 1 806,3                                       | ↘26 000                                       |                                               |                                               |
| 13                                            |                                               | Малоархангельский                             | город Малоархангельск                         | 754,0                                         | ↘9363                                         |                                               |                                               |
| 14                                            |                                               | Мценский                                      | город Мценск                                  | 1 665,8                                       | ↘16 795                                       |                                               |                                               |
| 15                                            |                                               | Новодеревеньковский                           | пгт. Хомутово                                 | 1024,9                                        | ↘9076                                         |                                               |                                               |
| 16                                            |                                               | Новосильский                                  | город Новосиль                                | 778,3                                         | ↘6700                                         |                                               |                                               |
| 17                                            |                                               | Орловский (муниципальный округ)               | город Орёл                                    | 1 701,5                                       | ↘70 123                                       |                                               |                                               |
| 18                                            |                                               | Покровский                                    | пгт. Покровское                               | 1 411,0                                       | ↘11 950                                       |                                               |                                               |
| 19                                            |                                               | Свердловский                                  | пгт. Змиёвка                                  | 1 061,5                                       | ↘13 382                                       |                                               |                                               |
| 20                                            |                                               | Сосковский                                    | село Сосково                                  | 611,6                                         | ↘5116                                         |                                               |                                               |
| 21                                            |                                               | Троснянский                                   | село Тросна                                   | 769,7                                         | ↘7739                                         |                                               |                                               |
| 22                                            |                                               | Урицкий                                       | пгт. Нарышкино                                | 838,4                                         | ↘17 312                                       |                                               |                                               |
| 23                                            |                                               | Хотынецкий                                    | пгт. Хотынец                                  | 791,3                                         | ↘7911                                         |                                               |                                               |
| 24                                            |                                               | Шаблыкинский                                  | пгт. Шаблыкино                                | 845,9                                         | ↘5916                                         |                                               |                                               |

Населённые пункты с численностью населения более 3 тысяч человек
| Орёл      | ↘289 503 |
| Ливны     | ↘42 928  |
| Мценск    | ↘36 070  |
| Знаменка  | ↘9711    |
| Болхов    | ↘9359    |
| Нарышкино | ↗9336    |
| Верховье  | ↘7053    |

| Кромы      | ↘7017 |
| Жилина     | ↗6915 |
| Колпна     | ↘5296 |
| Дмитровск  | ↘5177 |
| Змиёвка    | ↘4919 |
| Глазуновка | ↘4692 |
| Залегощь   | ↗4374 |

| Образцово       | ↗4083 |
| Хомутово        | ↘3874 |
| Покровское      | ↘3751 |
| Хотынец         | ↘3514 |
| Малоархангельск | ↘3512 |
| Долгое          | ↘3508 |

## Экономика
В 2020 году валовой региональный продукт, по оценке Росстата, составил 284,5 млрд рублей или 106,7 % к уровню 2019 года в фактических ценах. Индекс физического объёма ВРП составил 100,0 % к 2019 году (по регионам РФ в целом — 97,8 %, по регионам ЦФО — 99,2 %).
По данному показателю Орловская область занимает 8 место среди регионов ЦФО и 29 место среди всех регионов Российской Федерации.
В 2020 году высокие темпы роста по сравнению с предыдущим годом отмечены в сельском хозяйстве и в финансовой и страховой деятельности — 117,9 % и 113,0 % соответственно. Индекс физического объёма ВРП в обрабатывающих производствах составил 103,9 %, в деятельности по операциям с недвижимостью — 103,8 %, в деятельности по добыче полезных ископаемых — 102,1 %.
С учётом динамики основных видов экономической деятельности, по расчётным данным, в 2021 году валовой региональный продукт составил 309,5 млрд рублей или 101,9 % к уровню 2020 года в фактических ценах.
В 2021 году положительные темпы роста в сопоставимых ценах к итогу 2020 года достигнуты в промышленном производстве (111,6 %) и в отрасли торговли (104,8 %).
Промышленный комплекс выступает одной из базовых составляющих экономики Орловской области.
Индекс промышленного производства обрабатывающих производств составил в 2021 году 110,6 % по отношению к предыдущему году. Среди регионов, входящих в состав ЦФО, Орловская область по этому показателю находится на 4-м месте.
Агропромышленный комплекс Орловской области представляет собой многоотраслевое образование, объединяющее производство, переработку и реализацию сельскохозяйственной продукции.
Орловская область располагает благоприятными агроклиматическими условиями для ведения сельскохозяйственного производства. В структуре производства сельхозпродукции доминирует растениеводство. Его доля составляет почти 63 %. Вместе с тем в области активно реализуются масштабные инвестиционные проекты в области свиноводства и мясного скотоводства.
По состоянию на 1 января 2022 года в регионе действовали 159 сельскохозяйственных предприятий.
По итогам 2021 года во всех категориях хозяйств производство сельскохозяйственной продукции в действующих ценах составило 135,5 млрд рублей, или 128,2 % к 2020 году, в том числе растениеводство — 102,0 млрд рублей (рост на 28,6 % к предыдущему году), животноводство — 33,5 млрд рублей (рост на 26,8 %).
По объёму производства продукции сельского хозяйства в действующих ценах во всех категориях хозяйств Орловская область в 2021 году находилась в ЦФО на 7-м месте, в Российской Федерации — на 20-м месте.
Среди 18-ти субъектов ЦФО, ранжированных по темпам роста производства продукции сельского хозяйства в действующих ценах, Орловская область во всех категориях хозяйств в 2021 году занимала 2-е место (128,2 %). Это выше, чем по Российской Федерации (117,1 %) и ЦФО (118,9 %).
Внешнеторговый оборот Орловской области в 2020 году составил 562,3 млн долларов США, сократившись на 4,8 % по сравнению с 2019 годом. При этом на долю экспорта приходится 289 млн долларов (увеличился на 17,0 %), импорта — 273,3 млн долларов (сократился на 20,5 %). Основными торговыми партнёрами Орловской области в 2020 году были: Беларусь — 16,5 % (в 2019 году — 14,3 %), Латвия — 12,5 % (9,5 %), Германия — 11,6 % (13,9 %), Украина — 9,9 % (9,9 %), Китай — 6,2 % (6,5 %), Италия — 5,7 % (10,0 %), Казахстан — 5,4 % (3,2 %) и другие.

### Промышленность
По итогам 2021 года индекс промышленного производства в Орловской области составил 111,6 % к соответствующему периоду 2020 года, объём отгружённых товаров собственного производства, выполненных работ и услуг составил 183,6 млрд рублей или 123,4 % по сравнению с аналогичным периодом 2020 года.
Объём налоговых поступлений в консолидированный бюджет Орловской области в промышленности за 2021 год составил 14,6 млрд рублей (148,3 % к уровню 2020 года). Экспорт промышленной продукции за 2021 год вырос на 32,8 % по сравнению с аналогичным периодом 2020 года и составил 237,9 млн долл. США. Доля видов экономической деятельности в общем объёме промышленного производства составляет около 50 %. Среди них 5 крупных отраслевых направлений:
— производство машин и оборудования (включая производство транспортных средств);
— металлургическое производство (включая производство металлических изделий);
— производство строительных материалов (производство прочей неметаллической минеральной продукции);
— производство электрического оборудования и электронных изделий;
— производство лекарственных средств и материалов, применяемых в медицинских целях.
Более 60 % промышленного потенциала Орловской области приходится на город Орёл далее следуют Ливны и Мценск.

### Энергетика
По состоянию на конец 2020 года, на территории Орловской области эксплуатировались девять электростанций общей мощностью 416,3 МВт, в том числе одна малая гидроэлектростанция и восемь тепловых электростанций. В 2019 году они произвели 1225 млн кВт·ч электроэнергии.
В Орловской области построят две солнечные электростанции. По итогам конкурсного отбора инвестиционных проектов в области возобновляемой энергетики. Лучшим признан проект по строительству двух солнечных электростанций суммарной установленной мощностью 10 МВт, предложенный компанией «Новотроицк Солар». Претворить задуманное в жизнь планируется в 2022 году. Площадкой для добычи «зелёной» энергии станет Верховский район.

### Сельское хозяйство
В 2020 году во всех категориях хозяйств производство сельскохозяйственной продукции составило 91,6 млрд рублей, или 111,1 % к 2019 году, в том числе растениеводство — 64,8 млрд рублей (рост на 10,3 % к предыдущему году), животноводство — 26,8 млрд рублей (рост на 13,1 %). Доля растениеводства — 71 %.
Среднемесячная заработная плата работников сельского хозяйства за 2020 год составила 34 571 рубль, или 108,3 % к среднеобластному уровню, и увеличилась по сравнению с 2019 годом на 10,7 %. В том числе среднемесячная заработная плата работников растениеводства составила 34 881 рубль, работников животноводства 34 504 рубля.
Растениеводство
Орловская область, наряду с Брянской и Белгородской областями, на протяжении последних лет занимает лидирующие места по урожайности подсолнечника. В 2018 году урожайность подсолнечника составила 28,92 ц/га, в 2019 году — 30,33 ц/га, в 2020 — 29,46 ц/га, при средней урожайности по России лишь 17,4ц/га.
Область занимает лидирующие места по урожайности гречихи и кукурузы. Урожай картофеля составляет 55,3 тысячи тонн, при средней урожайности в 294,2 ц/га.
Орловская область является одним из основных производителей гречихи в Российской Федерации. В Орловской области производство крупы гречневой осуществляют предприятия ООО «Элита-Маркетинг», ООО «Центральная крупяная компания» (входит в холдинг ООО «Агро-альянс»), ООО «Сударушка». За период 2017—2020 годов в Орловской области производство гречихи составило от 84,5 до 93 тыс. тонн. В 2020 году было убрано гречихи на площади 51,7 тыс. га, валовый сбор составил 84,5 тыс. тонн, средняя урожайность − 16,4 ц/га. По оперативным данным ожидаемая посевная площадь в 2021 году составит 50,7 тыс. га.
В Орловской области приступили к обмолоту поздней крупяной культуры — гречихи, на 15.09.2021 убрано 18,3 тыс. га, намолочено 21,6 тыс. тонн со средней урожайностью 11,8 ц/га. На севере области урожайность гречихи 6 ц/га.
Департамент сельского хозяйства Орловской области решил увеличить в области производство сои и рапса в 2021 году и утвердил ставку субсидии. Одним из главных условий получения господдержки является использование семян сои и рапса, сорта или гибриды которых внесены в Государственный реестр селекционных достижений.
Орловская область входит в первую десятку регионов страны по выращиванию сахарной свёклы . В 2020 году в регионе было посеяно 45 тыс. га свёклы. На 9 ноября убрано 43 тыс. га. Накопано 1 млн 665 тыс. тонн корнеплодов с урожайностью 388 ц/га. В Орловской области функционируют 4 сахарных завода: в Ливнах, Колпне, Залегощи и Мценском районе.
На 26 октября 2020 года собрали 4 млн 21 тыс. тонн зерна (+12 % к 2019 году), при средней урожайности в 44,7 ц/га. Ещё предстоит убрать 50 тыс. га кукурузы. Планируется получить валовое производство зернобобовых культур приблизительно 4 млн 350 тыс. тонн зерна, а также 500 тыс. тонн масличных культур
В 1990-е годы власти области пытались сохранить сельхозпредприятия и переработку, объединив их в агрохолдинг «Орловская нива». Однако холдинг не решил проблемы модернизации АПК: поддерживая отстающих, он обескровливал потенциальных лидеров. В результате «Орловская нива» распалась на ряд холдингов, группирующихся вокруг жизнеспособных предприятий переработки. Так, в сахарной промышленности перерабатывающие предприятия взяли под контроль свеклосеющие хозяйства в пределах своей сырьевой зоны тяготения. Кроме того, в последние годы резко усилилась экспансия крупных компаний в АПК, возросли инвестиции в свиноводство и птицеводство, сахарную, консервную промышленность и другие отрасли сельхозпереработки.
Животноводство
На 1 мая 2021 года поголовье крупного рогатого скота в хозяйствах всех категорий 145,2 тыс. голов (-9,4 % к 1.05.2020), из них коров 42,5 тыс. голов (+0,7 %), свиней 705,9 тыс. голов (+46,7 %), овцы и козы 56,7 тыс. голов (-5 %), птица 2684,3 тыс. голов (-5,8 %).
Производство молока за 2020 год составило 161,8 тыс. тонн (-2,0 %) Надой молока на одну корову в 2019 году в хозяйствах всех категорий 5277 кг (+504 кг к 2018).
| тыс. гектар | 1768 | 1568,5 | 1369,5 | 1201,5 | 1079,9 | 1076,5 | 1212,6 |

### Транспорт
Автомобильный
Основные автодороги региона:
- M2E 105 «Крым» (протяжённость в пределах области — 152 километра, через Мценск и Орёл, Кромы и Тросну)
- Р119 Орёл — Тамбов (151 км, через Ливны)
- Р120 Орёл — Витебск (57 км, через Нарышкино)
- Р92 Калуга — Орёл (67 км, через Болхов)
- A142E 391 Тросна — Калиновка (12 км)
- 54А-1, Орёл — Ефремов (158 км через Залегощь и Новосиль. Недостроена. В районе от села Кулеши до села Судбищи асфальтового полотна нет. На территории Тульской области именуется 70К-124)

По состоянию на 2016 год, автомобилизация населения области составила 314 авто/1000 чел., что является 15-м показателем среди всех регионов России и выше среднего по стране (285).
Железнодорожный
Основная линия — двухпутная электрифицированная магистраль Москва — Харьков — Симферополь (136 км, через Мценск, Орёл, Змиёвку и Глазуновку).
Кроме неё действуют тепловозные однопутные неэлектрифицированные линии:
- Орёл — Елец (130 км, через Залегощь, Верховье, Хомутово и Красную Зарю)
  - с ответвлением на Ливны и Долгое;
- историческая Рига — Орёл (64 км, через Нарышкино и Хотынец);
- Орёл — Дмитриев (83 км, через Кромы);
- Охочевка — Колпна (20 км).

Крупные железнодорожные вокзалы и станции: Орел, Лужки-Орловские, Верховье, Мценск, Ливны-1.
Авиационный
Крупнейший аэропорт — Орёл-Южный, который на данный момент не эксплуатируется. Имелся аэродром в Ливнах и других населённых пунктах.
Городской пассажирский транспорт
Пассажирский транспорт для перевозок населения функционирует в следующих населённых пунктах Орловской области:
| Орёл: - трамвай (с 1898 г.) - троллейбус (с 1968 г.) - автобус (с 1934 г.) - речной трамвай по реке Оке (с 1971 по 2016 г.) - маршрутное такси | Ливны: - автобус (с 1962 г.) - маршрутное такси (с 1998 г.) Мценск: - автобус (с 1958 года) - маршрутное такси | Болхов: - автобус - маршрутное такси Кромы: - автобус Колпна: - маршрутное такси |

Трубопроводный
Через регион проложен крупнейший магистральный нефтепровод Дружба (202 км по территории области). Орёл — крупный узел нефтепродуктопроводов, в том числе экспортных в Беларусь, Западную Украину и Прибалтику, с ответвлениями, проходящими через Брянск и Курск.
В юго-западной части области проходит небольшой участок газопровода Уренгой — Помары — Ужгород.

## Образование
На 2014 год по индексу образования Орловская область находилась на 7-м месте с показателем 0,955. Доля студентов на очном, очно-заочном и заочном отделениях в 2015 году составляла 4,1 % от населения региона (31943 студента), что являлось 9-м показателем среди регионов России и выше среднероссийского показателя (3,3).
Орловская область является одним из 15 регионов, в которых с 1 сентября 2006 года был введён в качестве регионального компонента образования предмет Основы православной культуры.
В 2017 году высшее образование в области представлено шестью вузами (все государственные) и шестью филиалами (пять государственных, один негосударственный). Крупнейшим по числу студентов является Орловский государственный университет.

## Культура и достопримечательности

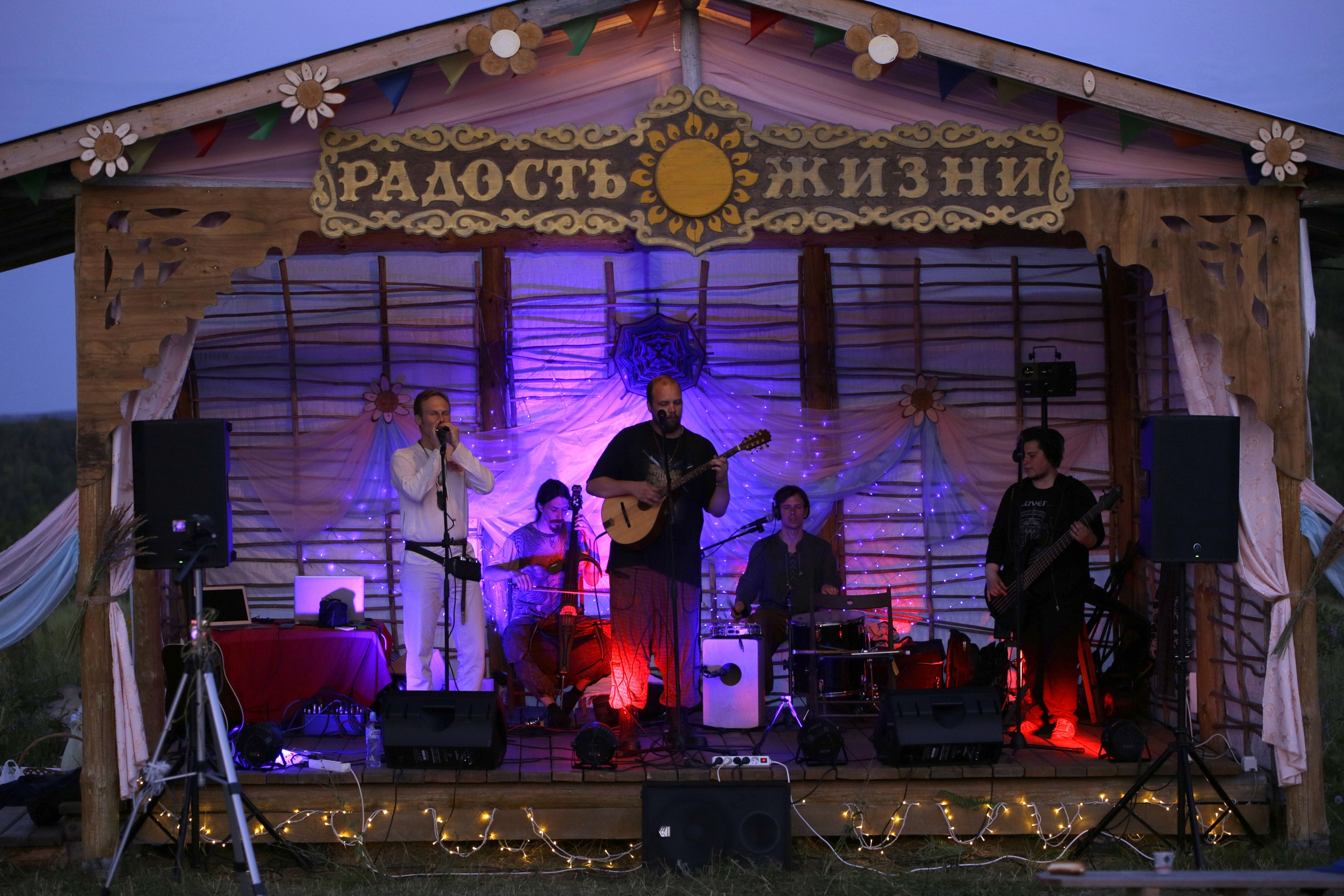
Фестиваль «Радость Жизни» 2019

На территории области расположены: Литературно-краеведческий музей «Тургеневское полесье» в с. Ильинское, музей-заповедник Спасское-Лутовиново, национальный парк Орловское Полесье, зоовольерный комплекс в п. Жудерский, с. Льгов с каменной церковью во имя Святой Живоначальной Троицы XVIII в., городище и курганный могильник у деревни Радовище, городище Хотимль-Кузмёнково (XI—XII вв.) с находящимися на его территории остатками самой крупной в области крепости Хотимля (древнерусский город), Сабуровская крепость. На территории области находится крупный водоём — Михайловское водохранилище на реке Свапа.
Памятник истории и архитектуры в Ливнах — построенный в XVII веке Свято-Сергиевский кафедральный собор архиепископа Орловского и Ливенского.
Мемориал Липовчик — одно из мест уничтожения осуждённых в годы сталинских репрессий.
Кривцовский Мемориал—мемориал воинских захоронений солдат ВОВ в д. Кривцово Болховского района. Открыт в 1970 году.
- Государственный мемориальный и природный музей-заповедник И. С. Тургенева «Спасское-Лутовиново» (Мценский район, село Спасское-Лутовиново)
- Музей И. С. Тургенева (Орёл, ул. Тургенева, 11)
- Дом-музей Н. С. Лескова (Орёл, ул. Октябрьская, 9)
- Музей писателей-орловцев (Орёл, ул. Тургенева, 13)
- Дом-музей Леонида Андреева (Орёл, ул. 2-я Пушкарная, 41)
- Музей И. А. Бунина (Орёл, пер. Георгиевский, 1)
- Дом-музей Т. Н. Грановского (Орёл, ул. 7 Ноября, 24)
- Орловский краеведческий музей (Орёл, ул. Гостиная, 2)
- Орловский военно-исторический музей (Орёл, ул. Нормандия-Неман, 1)
- Дом-музей В. А. Русанова (Орёл, ул. Русанова, 43)
- Орловский музей изобразительных искусств (Орёл, ул. Октябрьская, 29)
- Выставочный зал «Картинная галерея А. И. Курнакова» (Орёл, ул. Салтыкова-Щедрина, 3"б")
- Музей Сергея Есенина (Орёл, ул. Комсомольская, 62)
- Ливенский краеведческий музей (Ливны, ул. Максима Горького, д. 41)
- Мценский городской краеведческий музей им. Г. Ф. Соловьева (Мценск, ул. Тургенева, 104)
- Мценская художественная галерея (Мценск, ул. Кузьмина, 1а)
- Новосильский районный краеведческий музей (Новосиль, ул. К. Маркса, 16)
- Болховский краеведческий музей (Болхов, ул. Ленина, 47)
- Дмитровский историко-этнографический музей (Дмитровск, ул. Советская, 86)
- Глазуновский историко-краеведческий музей (Глазуновка, ул. Ленина, 17)
- Краеведческий музей Должанского района (Долгое ул. Кирова, 16)
- Залегощенский районный краеведческий музей (Залегощь, ул. Ленина, 9)
- Монографический музей В. Н. Хитрово (Знаменское, ул. Школьная, 2)
- Краеведческий музей Колпнянского района (Колпна, ул. Советская, 3)
- Урицкий районный историко-краеведческий музей (Нарышкино, ул. Ленина, 96 А)
- Хотынецкий районный краеведческий музей (Хотынец, ул. Поматилова, 32)
- Литературно-краеведческий музей «Тургеневское полесье» (Хотынецкий район, с. Ильинское)

Ежегодно в начале июля в бывшей усадьбе Афанасия Фета около деревни Новосёлки Мценского района проводится праздник «За околицей».
В посёлке Междуречье ежегодно в середине июле проводится этнофестиваль «Радость жизни».

## Нумизматика
27 декабря 2005 года Банк России выпустил в обращение памятную монету из недрагоценного металла номиналом 10 рублей «Орловская область» серии «Российская Федерация».